# انتقام‌جویان: جنگ‌های پنهان
انتقام‌جویان: جنگ‌های پنهان (انگلیسی: Avengers: Secret Wars) یک فیلم ابرقهرمانی آمریکایی در دست ساخت است که بر پایه تیم ابرقهرمانی انتقام‌جویان از مارول کامیکس ساخته می‌شود. این فیلم به تهیه‌کنندگی مارول استودیوز و ای‌جی‌بی‌او است و توسط استودیو سینمایی والت دیزنی توزیع خواهد شد. این فیلم به عنوان دنباله‌ای برای فیلم انتقام‌جویان: روز نابودی (۲۰۲۶) و ششمین فیلم از مجموعه فیلم‌های انتقام‌جویان در نظر گرفته شده است و چهل و دومین فیلم در دنیای سینمایی مارول به‌شمار می‌رود. کارگردانی این فیلم بر عهدهٔ آنتونی و جو روسو است و فیلم‌نامهٔ آن را مایکل والدرون و استیون مک‌فیلی نوشته‌اند. از بازیگران این فیلم می‌توان به ونسا کربی، آنتونی مکی، ابن ماس-بچراک، جوزف کوئین، پدرو پاسکال، رابرت داونی جونیور، بندیکت کامبربچ و هایلی اتول اشاره کرد.
در ژوئیه ۲۰۲۲، دو فیلم جدید از مجموعه انتقام‌جویان با عنوان‌های سلسله کانگ و جنگ‌های پنهان به عنوان خاتمه‌ای بر فاز ششم دنیای سینمایی مارول و «حماسه چندجهانی» معرفی شدند. در اکتبر همان سال، مایکل والدرون به عنوان نویسنده به پروژه پیوست. برادران روسو، که پیش‌تر علاقهٔ خود را به اقتباس از کمیک‌های جنگ‌های پنهان ابراز کرده بودند، در ژوئیه ۲۰۲۴ به عنوان کارگردان معرفی شدند و همزمان حضور استیون مک‌فیلی در مقام نویسنده نیز اعلام شد. در همان زمان، عنوان فیلم سلسله کانگ به روز نابودی تغییر یافت و بازی رابرت داونی جونیور در نقش دکتر دوم فاش شد. فیلم‌برداری این فیلم قرار است از میانهٔ سال ۲۰۲۶ در استودیوهای پاین‌وود انگلستان آغاز شود.
انتقام‌جویان: جنگ‌های پنهان قرار است در ۱۷ دسامبر ۲۰۲۷ به عنوان آخرین فیلم از فاز ششم دنیای سینمایی مارول اکران شود.

## بازیگران
- رابرت داونی جونیور در نقش ویکتور ون دوم / دکتر دوم[۱]
- پدرو پاسکال در نقش رید ریچاردز / آقای شگفت‌انگیز[۲]
- ونسا کربی در نقش سو استورم / زن نامرئی[۲]
- جوزف کوئین در نقش جانی استورم[۲]
- ابن ماس-بچراک در نقش بن گریم / تینگ[۲]

## تولید
آنتونی و جو روسو پس از کارگردانی فیلم‌های انتقام‌جویان: جنگ ابدیت (۲۰۱۸) و انتقام‌جویان: پایان بازی (۲۰۱۹)، علاقهٔ خود را برای ساخت فیلمی بر اساس جنگ‌های پنهان ابراز کردند؛ اثری که برگرفته از رویداد مشترک کمیک‌های مارول در سال‌های ۱۹۸۴–۸۵ به نویسندگی جیم شوتر و همچنین خط داستانی کمیک منتشرشده در سال‌های ۲۰۱۵–۱۶ به قلم جاناتان هیکمن است. هر دو نسخه داستان شخصیت‌های مختلف مارول را دنبال می‌کنند که در سیاره‌ای به نام «بتل‌ورلد» گرد هم می‌آیند. کریستوفر مارکوس و استیون مک‌فیلی، نویسندگان جنگ ابدیت و پایان بازی، اعلام کردند در صورتی که برادران روسو کارگردانی این پروژه را بر عهده بگیرند، حاضرند برای نگارش فیلم‌نامه بازگردند.
در کامیک-کان سن دیگو در ژوئیه ۲۰۲۲، کوین فایگی، رئیس مارول استودیوز، دو فیلم انتقام‌جویان: سلسله کانگ و انتقام‌جویان: جنگ‌های پنهان را معرفی کرد که به ترتیب برای اکران در ۲ مه ۲۰۲۵ و ۷ نوامبر ۲۰۲۵ برنامه‌ریزی شده بودند. این دو فیلم به عنوان خاتمهٔ «حماسه چندجهانی» در نظر گرفته شده‌اند؛ عنوانی که فازهای چهارم، پنجم و ششم دنیای سینمایی مارول را در بر می‌گیرد.
فیلم سلسله کانگ از خط داستانی کمیک منتشرشده در سال‌های ۲۰۰۱–۰۲ به نویسندگی کرت بوسیک الهام گرفته است که در آن کانگ فاتح از طریق زمان سفر می‌کند تا بشریت را به بردگی بگیرد. جاناتان میجرز برای ایفای نقش کانگ در چندین پروژه از فاز چهارم انتخاب شد و حضور او در هر دو فیلم جدید انتقام‌جویان تأیید شد. دستین دنیل کرتون برای کارگردانی سلسله کانگ انتخاب شد، جف لاونس نویسندگی فیلم‌نامه آن را بر عهده گرفت و نگارش جنگ‌های پنهان نیز به مایکل والدرون سپرده شد.
پس از بازداشت جاناتان میجرز در مارس ۲۰۲۳ و مطرح شدن اتهامات مربوط به آزار و اذیت، گزارش‌ها و گمانه‌زنی‌هایی دربارهٔ آیندهٔ حضور او در دنیای سینمایی مارول منتشر شد. جف لاونس تا زمان آغاز اعتصاب انجمن نویسندگان آمریکا در مه ۲۰۲۳ دیگر در پروژه حضور نداشت؛ گفته می‌شود دلیل کنار رفتن او، ارتباط نزدیکش با خط داستانی مربوط به کانگ و تصمیم مارول برای «فاصله گرفتن» از این محور داستانی بود. در ژوئن همان سال، تاریخ اکران فیلم‌های سلسله کانگ و جنگ‌های پنهان به ترتیب به ۱ مه ۲۰۲۶ و ۷ مه ۲۰۲۷ به تعویق افتاد؛ یکی از دلایل این تأخیر، آماده نبودن فیلم‌نامه‌ها پیش از آغاز اعتصاب اعلام شد.
در نوامبر ۲۰۲۳، دستین دنیل کرتون به دلیل تأخیرهای زمانی از کارگردانی سلسله کانگ کناره‌گیری کرد و مایکل والدرون برای بازنویسی فیلم‌نامه این فیلم منصوب شد. ماه بعد، پس از آنکه میجرز به جرم آزار و اذیت و حمله بی‌ملاحظه از درجه سوم مجرم شناخته شد، دیزنی و مارول استودیوز همکاری با او را قطع کردند. در همین زمان، استودیو به‌طور داخلی فیلم سلسله کانگ را با عنوان انتقام‌جویان ۵ خطاب می‌کرد. تا فوریه ۲۰۲۴، فیلم‌نامه‌های انتقام‌جویان ۵ و جنگ‌های پنهان در حال بازنویسی بودند تا نقش کانگ را به حداقل برسانند یا به‌طور کامل از داستان حذف کنند.
تا مه ۲۰۲۴، مارول استودیوز با رابرت داونی جونیور—که در «حماسهٔ ابدیت» در نقش تونی استارک / مرد آهنی بازی کرده بود و سه فاز نخست دنیای سینمایی مارول را در بر می‌گرفت—تماس گرفته بود تا برای ایفای نقش جدید ویکتور فن دوم / دکتر دوم به دنیای سینمایی مارول بازگردد. داونی اعلام کرده بود تنها در صورتی بازمی‌گردد که برادران روسو نیز به عنوان کارگردان به پروژه بازگردند. پس از آنکه استیون مک‌فیلی با ایده‌ای برای این فیلم‌ها به سراغ برادران روسو رفت که آن‌ها را هیجان‌زده کرد، مذاکرات ابتدایی برای کارگردانی انتقام‌جویان ۵ و جنگ‌های پنهان در میانهٔ ماه ژوئیه آغاز شد. در کامیک-کان سن دیگو در پایان همان ماه، حضور برادران روسو به عنوان کارگردان هر دو فیلم تأیید شد. آن‌ها اعلام کردند که عنوان جدید انتقام‌جویان ۵، انتقام‌جویان: روز نابودی خواهد بود و داونی در هر دو فیلم در نقش دکتر دوم ظاهر خواهد شد. برادران روسو تهیه‌کنندگی این آثار را از طریق شرکت تولیدی خود به نام ای‌جی‌بی‌او، بر عهده داشتند و کریستوفر مارکوس و استیون مک‌فیلی نیز جایگزین مایکل والدرون به عنوان نویسندهٔ فیلم‌نامهٔ هر دو فیلم شده بودند.
برادران روسو اعلام کردند که فیلم‌های روز نابودی و جنگ‌های پنهان به صورت هم‌زمان و مشابه با شیوهٔ تولید جنگ ابدیت و پایان بازی در حال ساخت هستند، اما برخلاف آن دو فیلم، به‌صورت پشت سرهم فیلم‌برداری نخواهند شد. فیلم‌برداری اصلی جنگ‌های پنهان قرار است از اواسط سال ۲۰۲۶ در استودیوهای پاین‌وود آغاز شود، حدود یک سال پس از پایان فیلم‌برداری روز نابودی، و حدود شش ماه به طول خواهد انجامید. جفری فورد که پیش از این نیز در پروژه‌های پیشین دنیای سینمایی مارول فعالیت داشته، تدوین این فیلم را بر عهده دارد.

## انتشار
انتقام‌جویان: جنگ‌های پنهان قرار است در ۱۷ دسامبر ۲۰۲۷ در ایالات متحده آمریکا اکران شود. پیش‌تر قرار بود این فیلم در ۷ نوامبر ۲۰۲۵ و سپس در ۱ مه ۲۰۲۶ و ۷ مه ۲۰۲۷ اکران شود، اما بخشی از تأخیر آن به اعتصاب انجمن نویسندگان آمریکا در سال ۲۰۲۳ بازمی‌گردد. این فیلم خاتمهٔ فاز ششم دنیای سینمایی مارول خواهد بود.